# 希斯山
46°45′59″N 9°42′11″E / 46.766389°N 9.703056°E

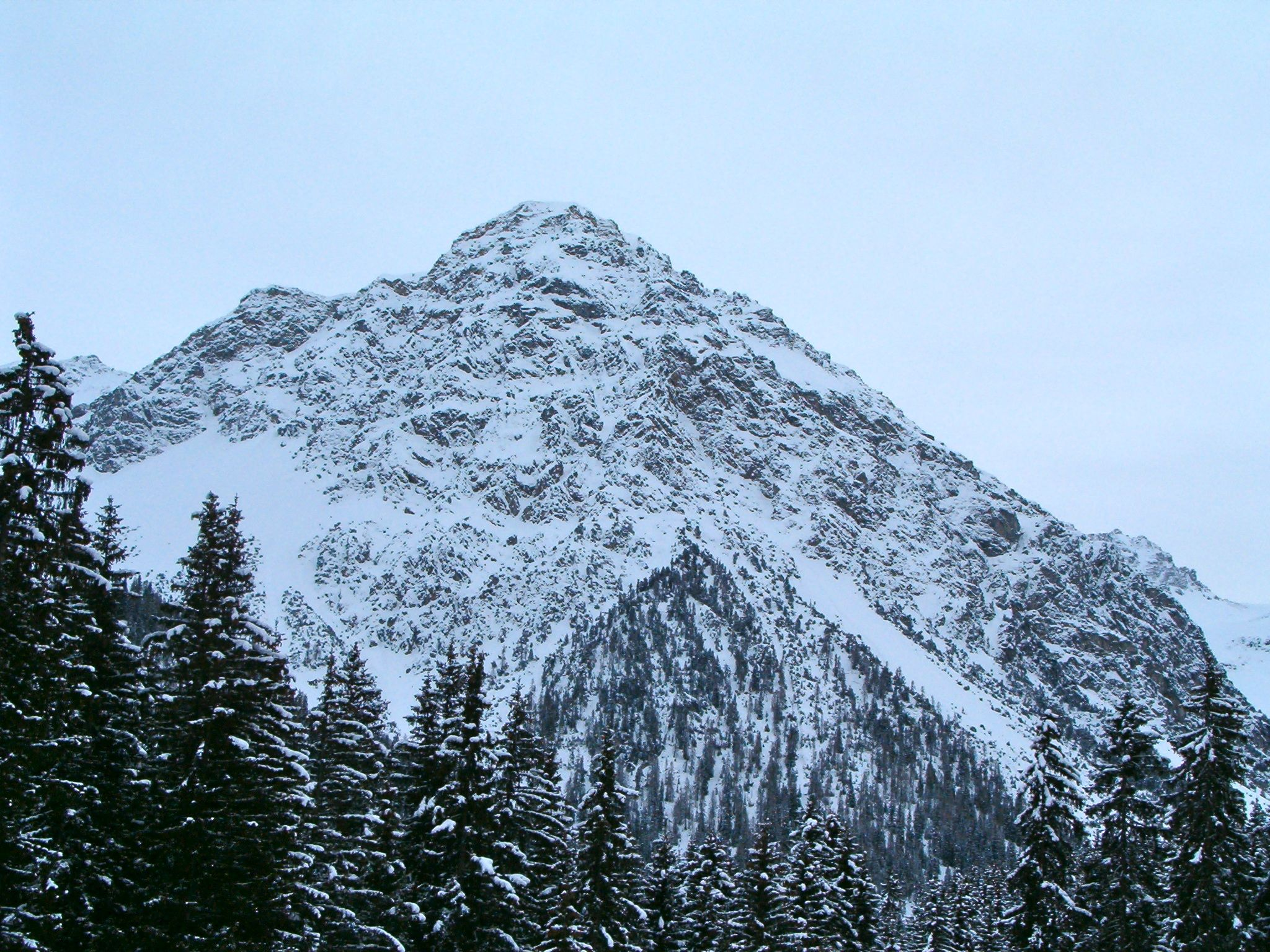

希斯山（Schiesshorn），是瑞士的山峰，位於該國東南部，由格勞賓登州負責管轄，屬於普萊蘇爾阿爾卑斯山脈的一部分，海拔高度2,605米，每年平均降雨量1,729毫米。